# Tribunal de Justiça do Maranhão
Tribunal de Justiça do Maranhão (TJMA) é um órgão do Poder Judiciário do Maranhão, com sede na capital e jurisdição em todo o território estadual.

## História
Em 1º de novembro de 1612, foram promulgadas as primeiras normas jurídicas em terras maranhenses: as Leis Fundamentais do Maranhão, no período em que o estado esteve sob domínio da França Equinocial.
Com a expulsão dos franceses, passam a ser aplicadas as Ordenações Filipinas, instituídas em 1603 por Filipe I, rei de Portugal, que vigoraram até 1830.
O primeiro juiz letrado que teria gerido os assuntos da Justiça no Maranhão foi Luiz de Madureira, que ao lado de Bento Maciel Parente e Salvador de Melo, integrou uma Junta no ano de 1616.
Em 1619, foi implantada a Ouvidoria Geral do Estado Colonial do Maranhão, para administrar a Justiça local.
Em 1660, foi criado o “Tribunal do Juízo da Coroa”, colegiado da Justiça colonial, para solucionar conflitos entre autoridades.
Em 1777, foi instalada a Junta da Justiça, um colegiado julgador da época colonial que tinha com presidente o governador e como relator o ouvidor, tendo funcionado até a instalação de uma Junta maranhense.
Em 1808, em decorrência da vinda de Dom João VI para o Brasil em 1808, os recursos contra decisões judiciais de primeira instância no Estado do Maranhão e Piauí deixaram de ser julgados em Lisboa, e passaram a ser julgados no Rio de Janeiro.
Em 23 de agosto de 1811, D. João VI expediu uma resolução, que se seguiu da expedição de um alvará, em 5 de maio de 1812, que ordenava a expedição do Regimento da Relação, que permitiu, em 4 de novembro de 1813, a instalação de um órgão judiciário de segunda instância no local onde atualmente funciona a Câmara de Vereadores da cidade de São Luís e que teve como primeiro Chanceler-mor, o Desembargador Antônio Rodrigues Veloso de Oliveira. Na época da instalação, também foram nomeados como desembargadores: Lourenço d’Arrochelas Viera de Almeida Malheiros, José da Mota de Azevedo, João Xavier da Costa Cardoso, João Francisco Leal, João Rodrigues de Brito, Joaquim José de Castro, Miguel Marcelino da Gama, Manoel Leocádio Rademacker Nelson Rodrigues dos Santos e Luís José de Oliveira, mas no dia da instalação somente entraram em exercício os quatro primeiros.
A Relação Maranhense jurisdicionava do Ceará ao Amazonas e só foi extinta com a proclamação da República, em 1889, sendo substituída pelo Superior Tribunal de Justiça (1891); Corte de Apelação (1934); Tribunal de Apelação (1937) e finalmente Tribunal de Justiça, a partir de 1947.
No ano de 1948, o Tribunal de Justiça do Maranhão passou a ter sede própria, na Praça Pedro II, e cuja construção fora iniciada pelo interventor Paulo Ramos, concluída pelo governador Sebastião Archer e inaugurada pelo Presidente da República Eurico Gaspar Dutra.

## Competências
Compete ao Tribunal de Justiça do Maranhão processar e julgar, originariamente, bem como o habeas corpus em que forem pacientesː
- os Deputados Estaduais, os Secretários de Estado ou ocupantes de cargos equivalentes, os Procuradores Gerais de Justiça e do Estado, o Defensor Público-Geral do Estado, o Auditor-Geral do Estado e os membros do Ministério Público nos crimes comuns e de responsabilidade;[6]
- os Prefeitos, nos crimes comuns;[6]
- os Juízes do Tribunal de Alçada, Juízes de Direito, os membros do Ministério Público, das Procuradorias Gerais do Estado, da Assembleia Legislativa e da Defensoria Pública e os Delegados de Polícia, nos crimes comuns e de responsabilidade, ressalvada a competência da Justiça Eleitoral;[6]

Ao tribunal também cabe julgar a ação direta de inconstitucionalidade (ADIn) de lei ou ato normativo estadual ou municipal em face da Constituição do Maranhão; o habeas corpus e o mandado de segurança contra atos do Governador do Estado, da Mesa da Assembleia Legislativa, do Tribunal de Contas do Estado dos Procuradores-Gerais, dos Secretários de Estado e do próprio Tribunal de Justiça; o mandado de injunção, quando a elaboração da norma reguladora for atribuição de órgão ou entidade ou autoridade estadual, da administração direta e indireta, ou do próprio Tribunal.
O Tribunal de Justiça do Maranhão deverá julgar, em grau de recurso, as causas decididas em primeira instância, dentre outras competências.

## Estrutura

### Composição
O Tribunal de Justiça do Maranhão é composto por 30 desembargadores.
Um quinto dos lugares é provido por nomeação de membros do Ministério Público do Maranhão e da Seccional da Ordem dos Advogados do Brasil, que satisfaçam as condições exigidas na Lei, em lista tríplice enviada ao governador do Maranhão; e os demais lugares por nomeação de juízes de direito, pelos critérios de antiguidade e merecimento, alternadamente.

### Mesa diretora
- Presidenteː Paulo Velten Pereira
- 1º Vice-presidenteː Ricardo Duailibe
- 2º Vice-presidenteː Marcelino Everton
- Corregedor-geralː Froz Sobrinho

A atual Mesa Diretora tomou posse em 29 de abril de 2022, com mandato até 2024.

### Órgãos colegiados
- Tribunal Pleno[7]
- Seção Cívelː composta por todos os membros das câmaras isoladas cíveis[7]
- Primeiras Câmaras Cíveis Reunidasː composta pelos membros da 1ª, 2ª, 5ª e dois membros mais antigos da 7ª [7]
- Segundas Câmaras Cíveis Reunidasː composta pelos membros da 3ª, 4ª , 6ª e um membro da 7ª [7]
- 1ª Câmara Cível [7]
- 2ª Câmara Cível [7]
- 3ª Câmara Cível [7]
- 4ª Câmara Cível [7]
- 5ª Câmara Cível [7]
- 6ª Câmara Cível [7]
- 7ª Câmara Cível [7]
- Câmaras Criminais Reunidas [7]
- 1ª Câmara Criminais [7]
- 2ª Câmara Criminais [7]
- 3ª Câmara Criminais  [7]

Com a aprovação da Lei Complementar 242/2022, foram criados sete novos cargos de desembargador no Tribunal de Justiça do Maranhão.
Com o acréscimo de mais sete magistrados, haverá a criação de mais uma câmara cível, a oitava. Também foi criado o cargo de 2º vice-presidente.

## Jurisdição
O Poder Judiciário do Maranhão abrange as 107 comarcas no Maranhão, cuja jurisdição não se restringe necessariamente aos limites do município-sede. Dessa forma, há comarcas que contemplam mais de uma municipalidade, assim denominadas de "Termo Judiciário" da comarca, estendendo-se a jurisdição do Poder Judiciário do Maranhão por todos os 217 municípios do estado.
A comarca é uma circunscrição judiciária, sob a jurisdição de um (ou mais) juiz de direito. No Judiciário maranhense, são classificadas como de entrâncias Inicial, Intermediária e Final, sem que haja qualquer hierarquia entre elas.